# Alargascencia

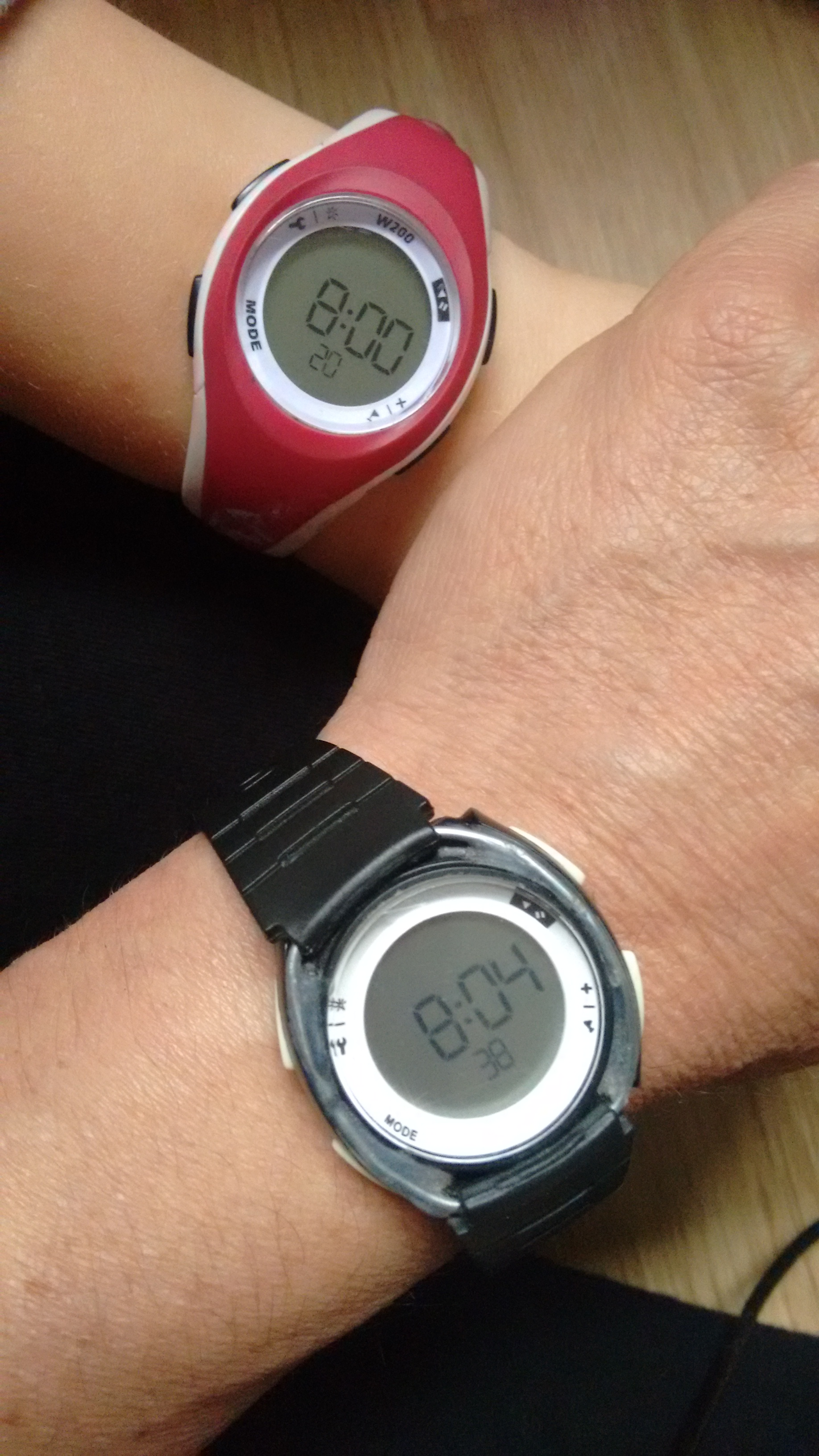
Ejemplo de alargascencia: los dos relojes son del mismo modelo, el rojo es obsolescente y su obsolescencia programada está en la correa, de vida corta, soldada al cuerpo del reloj e irreemplazable. El consumidor del ‘reloj alargascente negro’ se ha rebelado y ha conseguido alargar la vida del mismo quitando la correa rota y colocando otra reutilizada, usando alambre y pegamento.

La alargascencia es un movimiento social, comportamiento o tendencia cultural inscrito en el anticonsumismo, y cuyo objetivo concreto es alargar la duración de cualquier objeto de consumo, evitando así la sobreexplotación de materias primas y recursos naturales y la producción de nuevos residuos. También denomina a la acción y el efecto de alargar la vida útil de las cosas. Surge en contraposición directa a la obsolescencia programada y la propia palabra es acrónimo de alargar y obsolescencia.

## Origen del término
Este neologismo parece haber sido acuñado por la organización ecologista Amigos de la Tierra en una campaña promovida en 2015. El objetivo era luchar contra la obsolescencia programada y, a efectos prácticos, consistió en la creación de un directorio de empresas dedicadas a arreglar y reparar cosas, a compartirlas, a alquilarlas o a intercambiarlas.

## Contexto histórico y social
La alargascencia es un concepto moderno que empezó a gestarse en torno al año 2015, y que solo se entiende dentro del contexto de su antónimo, la obsolescencia programada.
Tras las diferentes etapas e interpretaciones por las que ha pasado la obsolescencia programada a lo largo del pasado siglo XX y principios del XXI, la alargascencia se sitúa en la última etapa y en clara contraposición con aquella, y de esta manera, en clara sintonía con todas las tendencias ecologistas del siglo XXI, entre cuyos múltiples objetivos sintonizan especialmente con la alargascencia los de decrecimiento, anticonsumismo, friganismo y los movimientos tendentes a la reducción, reutilización y reciclaje de productos de consumo.